# Норрис, Джеймс
Джеймс Э. Норрис (англ. James E. Norris, также известен как Джеймс Норрис-старший, 10 декабря 1879 — 4 декабря 1952) — канадский и американский предприниматель и спортивный функционер, многолетний владелец команды НХЛ «Детройт Ред Уингз».
Норрис родился в Монреале в семье совладельца крупной компании, торговавшей зерном. Когда Норрису было 18, семья переехала в Чикаго. В 1908 году Норрис возглавил семейную компанию Norris Grain Inc. Позже он основал Norris Cattle Company и стал одним из крупнейших в стране владельцев животноводческих ранчо. В 1919 году Джеймс Норрис получил американское гражданство.
В юности Норрис играл в хоккей, сквош и теннис. Как хоккеист он в разное время играл в «Монреаль Викториас» и команду Университета Макгилла.
После неудачных попыток создать в Чикаго новую франшизу, которая конкурировала бы с «Чикаго Блэкхокс», в 1933 году Норрис приобрёл команду НХЛ «Детройт Фэлконз», которую прежний владелец выставил на продажу из-за финансовых проблем. Норрис переименовал её в «Детройт Ред Уингз» и сам придумал новую эмблему. Норрис сохранил тренера «Детройта» Джека Адамса, а его финансовые возможности позволили подписывать ведущих игроков, таких как Сид Хоу. В 1936, 1937 и 1943 годах «Детройт Ред Уингз» под руководством Адамса выигрывали Кубок Стэнли. Больное сердце не позволяло Норрису посещать матчи, и Адамс после каждой игры из раздевалки сообщал ему результат по телефону.
В 1936 году Норрис приобрёл «Чикаго Стэдиум» — арену, на которой играли «Блэкхокс» и за аренду которой они теперь были вынуждены платить. Когда в 1944 году скончался владелец «Блэкхокс» Фрэнсис Маклафлин, его наследники продали команду синдикату во главе с президентом команды Биллом Тобином, который на самом деле действовал в интересах Норриса. Таким образом Норрис фактически стал владельцем второй команды (в сентябре 1952 года, за два месяца до смерти, он приобрёл долю в «Блэкхокс» официально). Одновременно Норрис имел долю владения в «Нью-Йорк Рейнджерс», таким образом эффективно контролируя три клуба из Оригинальной шестёрки (команд, составлявших НХЛ с 1942 по 1968 годы).
После смерти Норриса-старшего его дети Джеймс-младший, Брюс, Элеанор и Маргерит продолжали владеть «Детройтом» и контролировать две другие команды, так что аббревиатуру «НХЛ» в 1950-х годах в прессе иронично расшифровывали как Norris House League («Лига семьи Норрисов»).
В 1953 году дети Норриса учредили приз лучшему защитнику лиги, который получил его имя. В 1958 году Джеймс Норрис был посмертно включён в Зал хоккейной славы. С 1974 по 1993 год его имя носил Дивизион Норриса.